# Banga (Ndelele)
Pour les articles homonymes, voir Banga.
Banga est un village du Cameroun, situé dans la région de l'Est et dans le département de la Kadey. Il est localisé dans la commune de Ndelele.

## Population
Le recensement de 2005 y dénombre 882 habitants dont 449 de sexe masculin et 433 de sexe féminin.